# Dives in Misericordia
Dives in Misericordia (Latijn voor Rijk aan barmhartigheid) is de tweede encycliek van Paus Johannes Paulus II en werd gepubliceerd op 2 december 1980.
Het is een diepgaande theologische beschouwing over God de Vader en meer speciaal over zijn oneindige barmhartigheid. Volgens de paus is het essentieel dat men de vergevingsgezindheid erkent ten behoeve van een rechtvaardige maatschappij op aarde. De mens kan zichzelf alleen als broeder en zuster herkennen in het licht van hun Hemelse Vader. In deze encycliek is een sterke invloed van zuster Faustina herkenbaar, een Poolse zuster die devotie tot de Goddelijke Barmhartigheid populair maakte. De paus verklaarde zuster Faustina later tijdens zijn pontificaat heilig.
Dit is het tweede deel van een trilogie over de  Heilige Drie-eenheid : Redemptor Hominis (1979, over Christus) ging eraan vooraf en ze werd gevolgd door Dominum et Vivificantem (1986, over de rol van de Heilige Geest).